# جاده ای۱۶۰
جاده ای۱۶۰ (به انگلیسی: A160 road) یکی از جاده‌های کشور انگلستان است.
این جاده از ناحیه بروکلسبی شروع و در ناحیه ایمینگهام به پایان می‌رسد، طول این جاده ۵٬۱ کیلومتر است.